# 21 Piscis Austrini
21 Piscis Austrini är en gul eller orange jätte i Södra fiskens stjärnbild.
Stjärnan har visuell magnitud +5,99 och är svagt synlig för blotta ögat vid god seeing. 21 Piscis Austrini befinner sig på ett avstånd av ungefär 325 ljusår.